# Holoneurus pectinata
Holoneurus pectinata är en tvåvingeart som beskrevs av Jaiswal 1989. Holoneurus pectinata ingår i släktet Holoneurus och familjen gallmyggor. Inga underarter finns listade i Catalogue of Life.